# Mummy: The Curse
Mummy: The Curse (Мумия: Проклятие) — настольная ролевая игра 2013 года, разработанная компанией Onyx Path. Средства на публикацию базовой книги были получены через проект Kickstarter в размере $104 831. Игра удостоилась преимущественно положительных отзывов и получила серию дополнений, включая несколько исторических книг.

## Сеттинг
Игра повествует о мумиях — людях, некогда заключивших сделку с богами загробного мира. Благодаря сделке мумии получили богоподобные силы и вечную жизнь. Взамен они согласились выполнять на земле задачи, порученные владыками мёртвых.
Несмотря на дарованное бессмертие, мумии ведут циклическое существование, возвращаясь к жизни раз в несколько человеческих поколений. Многие из них ненавидят условия сделки и жаждут освободиться. Для этого им нужно истолковать опыт прожитых жизней и вспомнить, что значит быть человеком.

### Происхождение
История мумий восходит к забытой цивилизации, существовавшей в Северной Африке больше шести тысяч лет назад. Эта доисторическая культура, известная мумиям как Ирем, возникла из объединения кочевых племён преддинастического Египта, собранных вместе под предводительством Шанья́ту — нелюдимой касты жрецов и магов. Знания этих сверхчеловеческих индивидов обогатили Ирем наукой, граничащей с достижениями современного мира. Они наделили кочевников письменностью и культурой, алхимией и военным искусством, значительно опережающими свою эпоху. Взамен колдуны потребовали от недавних варваров беспрекословного подчинения Судьям Дуата — жестоким богам загробного мира.
Хорошо понимая, что ни одна человеческая цивилизация не способна избежать конечного увядания, Шаньяту отобрали самых достойных граждан Ирема в целях создания группы элитных служителей, делом которых было бы исполнение воли Дуата до скончания времён. Так владыки Ирема вдохнули жизнь в мумий, или Восставших.

### Загробный суд
Для того чтобы наделить своих подданных силой, достойной их вечной миссии, Шаньяту провели таинственный ритуал, известный как Церемония возвращения. Ритуал требовал от жрецов отослать душу избранного служителя в царство теней, чтобы Судьи загробного мира смогли убедиться в его готовности нести службу на протяжении долгих тысячелетий. Для этого Шаньяту ритуально закалывали слугу, обрекая душу убитого на мучительный поиск дороги к вратам Дуата. Хотя лишь немногие помнят, как выглядел этот поиск, мало кто из избранников Шаньяту сумел вынести Церемонию возвращения, не затерявшись в тенях Дуата. После того как загробное путешествие подходило к концу, иремит представал перед Судьями мира мёртвых — собранием из сорока двух божеств, вершивших судьбы умерших.
Каждый из сорока двух Судей подвергал душу смертного ужасающим испытаниям, передавая её другому лишь после того, как наталкивался на ту часть души, которую ему не удавалось сломить. Когда заканчивалось последнее испытание, смертному предлагали выбор: обрести вечный покой в царстве мёртвых или вернуться в солнечный мир живых, получив в дар бессмертие и божественные способности. Любопытство, амбиции или преданность подтолкнули многих служителей Шаньяту дать согласие на возвращение в мир живых, однако с этой минуты они прекращали своё человеческое бытие. Так начиналось их существование в роли мумий — бессмертных посланцев Дуата в недолговечном мире людей.

### Сошествие
Мумии возвращаются к жизни лишь на короткие периоды времени, зачастую проводя века или даже тысячелетия в томительном ожидании нового воплощения. Каждая инкарнация, также известная мумиям как Сошествие, посвящена достижению конкретных целей, будь то защита потомков, помощь старинной династии или возвращение артефактов, похищенных из гробниц и храмов Ирема. Некоторые миссии носят столь долгосрочный характер, что их приходится выполнять из поколения в поколение на протяжении множества воплощений. Такими задачами могут стать изменение политической ситуации во всём мире или борьба с другими бессмертными существами, вступившими в конфликт с мумиями ещё на рассвете современной истории.
Величайший дар мумий созвучен их величайшей трагедии. Обретая бессмертие и нечеловеческое могущество, мумия навсегда отрекается от простой личной жизни. Даже если ей удаётся обрести дружбу или любовь в текущем Сошествии, к моменту нового воплощения на земле неизбежно сменится несколько поколений, веков или даже эпох.

### Память
Хотя потребность в служении вплетена в саму сущность Восставших, многие из них тяготятся необходимостью выполнять бесконечные и нередко сомнительные поручения своих божественных покровителей. После тысячелетий службы многие из Восставших начали задаваться вопросом, зачем на самом деле Шаньяту провели Церемонию возвращения и какие цели преследуют Судьи Дуата.
Вместе с тем, каждое воплощение напоминает Восставшим, что, невзирая на бег столетий, богатства и радости человеческой жизни остаются нетронуты разрушительной поступью времени. В глазах Восставших это свидетельствует о том, что в мире есть и другие вечные истины кроме их бесконечного рабства. А потому, отрекаясь от машинального исполнения воли Судей и заново открывая для себя цену любви, милосердия или даже более низменных чувств (например, самолюбия, алчности, гнева), мумия напоминает себе, что вообще значит быть живым человеком.
С точки зрения игромеханики Память служит шкалой измерения человечности персонажа, а также его способности помнить что-либо, кроме деталей текущего воплощения. В отличие от героев других игр нового Мира Тьмы, опирающихся на сравнительно человеческие представления о добре и зле, мумии начинают Сошествие в качестве полуживых механизмов из плоти и крови, запрограммированных на выполнение своей божественной миссии. Только пристально наблюдая за человечеством и пытаясь вспомнить свою настоящую личность, Восставший способен прийти к пониманию человечности через осознание собственной монструозности.
С этой целью каждый игрок обсуждает с Рассказчиком памятные для протагониста детали, предметы и символы, потенциально способные пробудить в получеловеческом монстре воспоминания о своей подлинной жизни. К несчастью для протагонистов, реинкарнация не щадит даже самых сильных воспоминаний. В начале Сошествия мумия помнит лишь своё имя, общие сведения об Иреме и приблизительные детали последнего воплощения.

#### Воспоминания и флэшбеки
В отличие от большинства ролевых игр, Mummy не требует от игроков заранее определяться с биографией своих персонажей. Обычно каждый игрок ограничивается только образом протагониста и несколькими ключевыми фактами из его судьбы. Уже в ходе игры он придумывает характерные воспоминания, опираясь на действия, совершённые в самой истории. По мере того как Память протагониста становится выше, он вспоминает всё более отдалённые главы своей долгой жизни. В конечном счёте он понимает, каким был в своём человеческом воплощении, и возвращает себе настоящую личность.
Самые ценные воспоминания предстают в форме интерактивных флэшбеков и позволяют игроку самому решить, чем закончится та или иная сцена. Хотя герой может по-разному вести себя в настоящем и прошлом, Рассказчик вправе учитывать его поведение при создании новых флэшбеков. В итоге от действий игрока в настоящем может зависеть, каким его персонаж увидит себя в начале пути.

#### Закат Ирема
Величайший парадокс Памяти заключается в том, что мумии не способны вспомнить, что именно стёрло с лица земли их монументальную цивилизацию. Уже первое из своих Сошествий Восставшие начали в мире, который помнил Ирем только в искажённом и мифологизированном виде. Прямой наследник Ирема — Древний Египет — настолько преобразил культуру погибшей империи, что приверженцы старых традиций рассеялись по всему свету, забрав с собой многие артефакты, знания и саркофаги Восставших. Отдельные мумии, пробуждавшиеся в незнакомых землях, порой даже начинали отождествлять себя с этими цивилизациями, забывая о своей жизни в Иреме.
Секрет Церемонии возвращения был утерян. Хотя ритуальная мумификация иногда ещё порождала на свет бессмертных созданий, владеющих сакраментальными знаниями, они не имели ничего общего с Шаньяту и Дуатом. Мумии называют подобных существ Безжизненными в противовес Бессмертным — альтернативному самоназванию всех Восставших.

#### Предательство и Забытая гильдия
Мало кому из Восставших известны подлинные причины исчезновения Ирема. Согласно редким свидетельствам, древние Шаньяту не просто служили Дуату: они были избранными представителями самого Азара, или Осириса, — бога и повелителя мёртвых. Азар поручил владыкам Ирема наставлять смертных на исполнение его воли, с тем чтобы каждый человек мог заслужить после смерти право на новую жизнь.
В конечном счёте Шаньяту устали от бесконечной службы и возжелали равенства со своим божественным покровителем. С этой целью они заключили сделку с Аммут — персонифицированной силой возмездия и небытия. Аммут согласилась помочь владыкам Ирема с одним условием: для достижения обожествлённого статуса Шаньяту должны были принести в жертву весь свой народ.
Несмотря на бунт против Азара, Шаньяту оставались верны своей первоначальной миссии. Незадолго до обожествления они сформировали группу бессмертных слуг, которым была отведена роль их доверенных представителей на земле. Так появились Восставшие.
Только семеро жрецов воспротивились общему плану — по разным данным, из-за предубеждения против Аммут, страха перед уничтожением целой империи или простого желания занять в Дуате место владык, которым бы подчинялись даже другие Шаньяту. К несчастью для них, остальные жрецы Ирема сочли их отступниками и прокляли на бестелесное существование в земном мире.
Избавившись таким образом от соперников, Шаньяту провели церемонию гекатомбы, ознаменовавшую гибель Ирема. Хотя дальнейшая судьба Шаньяту неизвестна, некоторые из Восставших предполагают, что после обожествления они смогли сами занять место Судей Дуата. Единственным исключением стали жрецы, выступавшие против восстания. Эти бесплотные существа, известные как темахи, сумели выжить, возглавив редкую разновидность мумий — Ахем-Урту, или Забытую гильдию, целью которой стала вечная месть своим бывшим собратьям.
В целом сведения о предательстве Шаньяту и массовом жертвоприношении иремитов доступны лишь слугам Аммут, загадочным Ахем-Урту и Восставшим, намеренно шедшим к приобретению этих знаний на протяжении долгих тысячелетий.

### Божественные способности
Мумии абсолютно бессмертны. Хотя им можно временно помешать, уничтожив физическую оболочку, даже для этой задачи требуются поистине титанические усилия. Мумии наделены достаточной мощью для того, чтобы выдержать артиллерийский обстрел, тотальное испепеление или другие крупномасштабные методы ликвидации. В самых опасных случаях они могут перейти в состояние временной неуязвимости, продолжая двигаться даже после того, как их смерть подтверждается на всех уровнях, включая игромеханические.
Если Восставшего всё-таки удаётся убить, персонаж оставляет мир смертных, временно отправляясь в призрачное путешествие по Дуату. Хотя Восставшие ничего не помнят об этом периоде забвения, спуск в царство мёртвых сталкивает их лицом к лицу с теми частями их прежней личности, которые Шаньяту намеренно отсекли в ходе Церемонии возвращения. Редкие обстоятельства позволяют Восставшему унести эти погребённые воспоминания назад в мир живых.
Когда душа мумии восстанавливает достаточно сил, персонаж возвращается в своё тело, чтобы продолжить выполнение прерванной миссии. Даже если врагам удалось окончательно уничтожить тело Восставшего, он может попросту воссоздать свою плоть по памяти, формируя тело из чистой энергии жизни. Эта магически реконструированная оболочка, именуемая Восставшими саху, основана на представлении мумии о своей прежней внешности. Иногда это означает, что персонаж неосознанно изменяет облик, делая себя выше, сильнее или уродливее. Последнее обстоятельство может сыграть с Восставшими злую шутку, поскольку мумии, обладающие психическими отклонениями, иногда создают тела монстров, способные вселять ужас в сердца окружающих одним видом своего безобразного саху.
Способность к перерождению и частичная неуязвимость — далеко не единственные преимущества мумии. Зная о колоссальных задачах, стоящих перед их слугами, Судьи Дуата наделили Восставших поистине богоподобными силами, позволяющими им призывать из открытого космоса раскалённые метеориты, влиять на течение времени, проходить сквозь стены и подчинять себе целые толпы людей.

### Сехем
Мумий приводит в движение непрерывный поток энергии, сфокусированный в их телах Церемонией возвращения. Эта сила, известная как Сехем, служит Восставшим незаменимой опорой, позволяющей их тысячелетним телам имитировать человеческие движения, речь и эмоции.
В начале Сошествия мумия располагает полным запасом Сехема, что наделяет её не только сходством с простыми людьми, но и сверхчеловеческим интеллектом, огромной силой, а зачастую — мистической притягательностью, позволяющей ей адаптироваться к незнакомой эпохе. К несчастью для персонажей, с каждой минутой запас Сехема стремительно выгорает, всё больше показывая окружающим подлинный возраст мумии. С понижением жизненной силы мумия начинает утрачивать как физическую, так и сверхъестественную энергию, а иллюзия человечности быстро сменяется неуклюжей маской, с трудом имитирующей даже самые общие признаки жизни. В конечном счёте Восставший рискует преобразиться в самую настоящую мумию, защищённую только рациональным отказом смертных верить в правдивость увиденного.
Хотя Восставшим практически не известны методы увеличения этой живительной силы, они способны замедлить её угасание, выполняя ту миссию, ради которой их пробудили к жизни. В среднем подобная деятельность позволяет Восставшим провести в мире смертных от нескольких месяцев до полутора лет. Сложность заключается в том, что после достижения цели мумия начинает слабеть в ускоренном темпе, практически не получая возможности насладиться свободной жизнью или узнать что-то новое о своём прошлом.
С другой стороны, Восставший может отложить или даже проигнорировать свою миссию, посвятив Сошествие личным задачам и целям. Такие мумии начинают страдать от особенно интенсивной утечки Сехема, не говоря о заметном риске навлечь на себя гнев Судей и даже других, более верных служителей Шаньяту. Тем не менее, никакие угрозы и наказания не способны поколебать Восставшего, убеждённого, что впервые за долгие тысячелетия он напал на свидетельства о своей подлинной личности, или просто нашедшего что-то близкое в современном обществе.
Хотя Судьи, редкие артефакты и даже мистические откровения иногда способны продлить Сошествие мумии, лишь один проверенный метод способен восполнить запас Сехема. Для этого мумия должна отыскать одну из реликвий Ирема, хранящих знания Шаньяту или самого Дуата. Многие из подобных реликвий некогда были созданы гражданами Ирема, а потому иногда Восставшие инстинктивно распознают в выставочных экспонатах и даже «сокровищах фараонов» мистические артефакты, созданные ими под руководством Шаньяту. Для того чтобы восстановить Сехем, мумия должна поглотить силу такой реликвии, причинив тем самым непоправимый ущерб культурному и магическому наследию своей затерянной цивилизации.

### Атрибуты бессмертия
Длительные промежутки между Сошествиями означают, что мумии требуются помощники, которые будут следить за сохранностью её имущества, выполнением долгосрочных миссий и благополучием дорогих её сердцу людей. Такими служителями обычно становятся члены культа, основанного Восставшим в одном из предыдущих Сошествий. Хотя сущность культа способна меняться из века в век, а определённые обстоятельства могут сократить его численность или рассеять его по свету, мало кто из Восставших приступает к Сошествию без союзников, помогающих ему адаптироваться к современному миру.
Культы Восставших разнятся не только по численности и характеру, но и по отношению к самой мумии, суть которого может варьироваться от простого религиозного почитания до фанатичной готовности жертвовать собой ради «бога во плоти» (или, напротив, до составления формального договора о сотрудничестве с фиксированным перечнем обязательств Восставшего перед культом). Восприятие мумии часто зависит от века, в котором она собрала доверенных смертных вокруг себя. Например, культ, основанный в Древнем Египте вокруг «бессмертного фараона», с большей готовностью пойдёт на смертельно опасные или преступные действия, чем представители современного клуба, считающие участие в церемониях и ритуалах оккультной игрой.
Ещё одной фундаментальной частью имущества мумии служит её гробница. Хотя далеко не все мумии были погребены в пирамидах и других грандиозных сооружениях, Шаньяту позаботились о том, чтобы у вечных рабов Дуата всегда оставалась собственная усыпальница. Важность гробницы заключается в том, что она образует канал между земной реальностью и Дуатом, что позволяет мумии восстанавливать силы, переправлять мистические ресурсы, в которых заинтересованы Судьи, и возвращаться из мира мёртвых после того, как враги уничтожили её прежнее тело. Гробница считается неприкосновенной святыней мумии. Даже злейшие враги из числа Восставших чаще всего признают друг за другом право на сокровенность единственного убежища, которым они обладают на протяжении стольких тысячелетий.
Последним из атрибутов бессмертия может стать вечный слуга — Садих, — выбранный мумией из числа доверенных смертных. Созданный в ходе мучительного ритуала, во многом напоминающего Церемонию возвращения самих мумий, такой человек начинает вести циклическое существование, возвращаясь к жизни одновременно с хозяином и покидая мир смертных вскоре после его кончины.

### Сибарис
Сибарисом называется период сокрушительного отчаяния, которому поддаются люди, столкнувшиеся с доказательствами настоящего возраста мумии. Всякий раз, когда человек наблюдает в действии богоподобные силы Восставшего, замечает отсутствие признаков жизни в его организме или другими способами узнаёт о древнем, сверхчеловеческом происхождении мумии, его захлёстывает ощущение своей бренности перед ликом создания, выполняющего космические задачи уже седьмую тысячу лет. В таком состоянии человек пытается рационализировать произошедшее и трактует даже самые очевидные факты о возрасте мумии как ошибки, галлюцинации или даже физические аномалии. Тем не менее, вес разрушительного осознания своей смертности зачастую кажется человеку столь колоссальным, что он получает психические отклонения, в корне меняет мировоззрение или даже основывает полноценные коллективы с другими жертвами мумий.
В этом ключе внимание мумий приковывает особая категория смертных — Свидетелей, — не подверженных разрушительному эффекту Сибариса. Хотя мумиям неизвестно, что именно вызывает различия между Свидетелями и другими смертными, многие полагают, что некогда эти люди были супругами и друзьями Восставших или же сами должны были стать бессмертными, но по какой-то причине прервали свою Церемонию возвращения.

### Апофеоз
Апофеоз — легендарное состояние вечной жизни, которую мумия сможет посвятить личным целям. Большинство мумий считают Апофеоз метафорой или мифом. Другие верят в него, но боятся, что его поиск разгневает Судей. Некоторые даже охотятся на искателей Апофеоза, считая их еретиками.
Истина заключается в том, что Апофеоз достижим путём длительных философских исканий. Еретику нужно сознательно идти против воли Судей на протяжении многих Сошествий. Обычно он должен действовать в тайне от других мумий, при этом фиксируя свои наработки так, чтобы он смог найти их к началу очередного Сошествия. Всё это создаёт дополнительный ярус конфликта между искателем Апофеоза, стремящимся к личной жизни, и обладателями слабой Памяти, машинально следующими воле Судей.
Если Восставшему удаётся достичь этого состояния, он утрачивает большинство мистических сил, взамен обретая вечную жизнь и окончательно вспоминая, кем он был на протяжении всех своих воплощений.

## Суждение
Суждением называется общее представление мумии о самой себе. Когда иремитов впервые призвали на суд Дуата, каждый из них по-своему определил свою роль в этом мире. Реплика, произнесённая мумией перед вынесением окончательного приговора, позволила Судьям причислить её к одной из обширных категорий существ, придерживающихся похожих взглядов на свою личность и мироздание в целом.
При выборе роли каждый игрок решает, какого суждения будет придерживаться его персонаж. Помимо характера, целей и сверхъестественных знаний протагониста, суждение определяет, какой аспект многоликой души иремита — сердце, дух, сущность, тень или имя — развит у персонажа сильнее других.

### Аб (Сердце)
- Представ перед Судьями, эти страстные и энергичные индивиды провозгласили, что человека делает человеком не интеллект, воспитание или культура, но полнота и искренность чувств. Понимая, что Церемония возвращения отпускает им только несколько ярких мгновений жизни до возвращения в царство мёртвых, последователи Сердца стремятся прожить их сполна, унеся с собой в усыпальницу воспоминания о Сошествии, полном чувств, красоты и изящества.

### Ба (Дух)
- Смелые и подвижные, эти мумии верят, что жизнь определяется постоянным действием. Апологеты Духа стараются никогда не просить о помощи и решают любые проблемы без колебаний. Они понимают, как мало подвигов им суждено совершить за одно Сошествие, а потому часто пренебрегают планами и приготовлениями, если могут взяться за преодоление трудностей здесь и сейчас. Многие из них отличаются лидерскими способностями, но предпочитают руководить подданными, находясь в их рядах, вместо того, чтобы отдавать им приказы издалека. Последователи Духа ценят лишь те поступки, которые удалось совершить не благодаря возможностям, а вопреки недостаткам. Согласно известному стереотипу, первые секунды Сошествия они начинают, выкрикивая приказы своим служителям. Последние секунды они проводят, пытаясь доползти до противника и сдавить его горло.

### Ка (Сущность)
- Принципиальные и решительные, эти мумии убеждены, что в мире должна быть некая фундаментальная истина, без которой вселенная попросту не смогла бы существовать. Дружба, преданность, этика — идеалом таких Восставших может стать что угодно, однако своё убеждение они пронесли сквозь века, продолжая считать, что всё в этом мире держится на едином принципе. Даже если что-то разубеждает их в ценности выбранного идеала, последователи Сущности просто сосредотачиваются на новой истине. По убеждению этих мумий, ничто не ново под солнцем. Даже если в мире нет рабства, хватает людей, готовых рисковать жизнью за горсть монет. Даже если все молятся новым богам, религиозные принципы остаются прежними. Люди придали обществу новые формы, однако картина мира не отличается от той, которую эти мумии видели ещё шестьдесят столетий назад.

### Рен (Имя)
- Терпеливые и любознательные, приверженцы Имени изучают окружающий мир. Они хотят знать, как выглядит мироздание и почему оно так устроено. На практическом уровне это означает, что они ищут труднодоступные знания, раскрывая чужие секреты, разоблачая заговоры и раскапывая погребённые тайны. Особый интерес Рен испытывают к редким и уникальным сведениям, полагая, что именно крохотные детали и частности наделяют всё сущее таким удивительным многообразием. Эти тонкости и нюансы Рен уподобляют истинным именам — легендарным качествам, которые определяют неповторимость любого явления. В глубине души Рен мечтают узнать истинные имена всех людей, предметов и даже других Восставших, чтобы увидеть подлинный облик вселенной.

### Шеут (Тень)
- Отрешённые и задумчивые, эти мумии посвятили себя изучению таинств смерти и времени. Мир людей кажется им недолговечным и чуждым, а современность — пугающей. Многие из них хотят обрести настоящую жизнь за могильной чертой и даже во время земных воплощений ищут ответов на сверхъестественные вопросы. Другие просто сосредотачиваются на исследовании самых тёмных уголков мира. Последователи Тени во всём склонны видеть зловещие символы, скрытые от непосвящённых. Они отдаляются от других Восставших и часто ведут неприметное существование в самом сердце оккультных сообществ.

## Гильдии
Каждая мумия состоит в гильдии — древнем ордене, выполняющем долгосрочные миссии в мире людей. В отличие от суждения, персонаж может свободно менять членство в гильдии из политических, философских или моральных соображений.
В забытые годы Ирема гильдии помогали Шаньяту править империей. Лучшие представители каждой гильдии становились избранниками Шаньяту. Как правило, именно их колдуны Ирема наделяли бессмертием, хотя известны Восставшие, удостоившиеся этой чести вопреки низкому положению среди иремитов.
При выборе роли каждый игрок должен определить, к какой гильдии принадлежит его персонаж.

### Маа-Кеп
Маа-Кеп — ремесленники и гравёры, стремящиеся сделать мир Новым Иремом. Хотя в своей человеческой жизни они занимались добычей ресурсов и обработкой материалов, многие из них также работали тайными осведомителями Шаньяту. Поскольку этих неприметных тружеников впускали в дома по всему Ирему, именно им правители доверяли запоминать увиденное и услышанное в городах империи. Самые опытные Маа-Кеп становились надсмотрщиками над рабами, что помогало им организовывать целые сети доносчиков и шпионов.
Пройдя Церемонию возвращения, Маа-Кеп стали готовить Землю к преображению в Новый Ирем. Они мечтают объединить человечество, установив мировой порядок под управлением мумий. По этой причине они внедряются в коллективы других Восставших, неуловимо подталкивая их к сплочению человечества или совершению действий, которые Маа-Кеп считают целесообразными. Хотя это часто делает их незаменимыми помощниками, Маа-Кеп печально известны актами устрашения, шантажа и даже убийства мумий, которых они сочли недостойными власти.

### Месен-Небу
Месен-Небу — алхимики и дворяне, строящие политические и финансовые империи. Эти мумии ставят богатство и красоту превыше других земных ценностей. Высшее достижение алхимии они видят в том, чтобы научиться облагораживать как физическую материю, так и более эфемерные вещества. Превращая знания в мудрость, страсть — в творчество, а силу духа — в личную притягательность, Месен-Небу идут по дороге вечного самосовершенствования.
Большинство алхимиков видят жизнь как открытое состязание в силе, уме и власти, в котором участвуют все разумные существа. Они признают только личные достижения окружающих, ни во что не ставя слепую удачу и унаследованное богатство. В отличие от других Восставших, они не готовы довольствоваться ролью вечных прохожих в этом изменчивом мире. Напротив, с началом очередного Сошествия они адаптируются к современным реалиям, заключают выгодные союзы и приступают к работе по обретению величайших сокровищ нового века.

### Сеша-Хебсу
Сеша-Хебсу — писари, законодатели и арбитры, следящие за порядком в обществе мумий. В древнем Иреме писари отвечали только перед Шаньяту, играя роль светских чиновников. После исчезновения своих господ Сеша-Хебсу формально заняли место Шаньяту, взяв на себя обязанности правителей, полицейских и судей. Хотя далеко не все мумии признают власть Сеша-Хебсу, многие писари обладают достаточным политическим весом, чтобы подавить бунт или заручиться поддержкой со стороны. Самые опытные представители этой гильдии в состоянии воссоздать уничтоженные улики или переписать время так, что преступник попросту не родится.
Хотя Сеша-Хебсу видят в своей вечной жизни захватывающую историю, они полагают, что должны сами писать её вместо того, чтобы безучастно следить за её развитием. Кроме того, идеалом каждого писаря остаётся создание универсальной библиотеки, содержащей знания всего человечества. Очевидно, что если когда-нибудь это будет сделано, мумиям станет известно о вероломстве Шаньяту, союзе с Аммут и уничтожении древней империи иремитов.

### Су-Менент
Су-Менент — жрецы, некроманты и идеологи, следующие религиозным традициям иремитов. Они строят тайные храмы и оберегают магические святилища. Многие из них создают языческие общины, служащие им по законам древнего мира. Другие командуют легионами мёртвых рабов, возводящими для них новые чудеса света.
На встречах с другими Бессмертными Су-Менент выступают в роли духовных советников и исповедников. В некоторых городах их влияние столь велико, что Восставшие добиваются одобрения Су-Менент перед любыми крупными мероприятиями.
Несмотря на роль мудрецов и наставников, многие Су-Менент отличаются мрачностью и хладнокровием. В своей человеческой жизни они работали непосредственно под присмотром Шаньяту, осваивая колдовские искусства в бессолнечном мире пещер. Они видели тёмных богов Дуата ещё до того, как попали к ним на загробный суд. Но что ещё хуже, сегодня, спустя тысячелетия верной службы, они пробуждаются в мире, которому не нужны жрецы. Люди стали жить дольше, научились смеяться над смертью и перестали верить в богов. Су-Менент опасаются, что скоро о них начнут забывать и другие Восставшие.

### Теф-Аабхи
Теф-Аабхи — ваятели и художники, одержимые жаждой вечного творчества. Теф-Аабхи мечтают оставить свой след в изменчивом мире, создав нечто бессмертное и эпохальное. Они строят новые города, проектируют цивилизации или даже пытаются обновить всю реальность. В отличие от других мумий, они не верят, что Ирем был непревзойдённым идеалом. В их глазах, идеальный мир нужно построить собственными руками.
Теф-Аабхи известны своей импульсивностью и гордыней. Хотя они ценят таланты своих коллег, а порой даже собираются в творческие профсоюзы, многие из них работают в одиночку даже тогда, когда окружающие предлагают им помощь. Кроме того, Теф-Аабхи всегда стараются выжать максимум из отпущенного им срока. Другие мумии дорожат Сошествием, потому что боятся, что к следующему пробуждению мир изменится слишком сильно. Теф-Аабхи делают это из страха, что он не изменится вообще.

## Ахем-Урту
Ахем-Урту — уникальные представители Шестой гильдии, пережившие кару Шаньяту за восстание их предводителей. Несмотря на формальное сходство с Восставшими, они обладают множеством необычных характеристик и предназначены для игры в качестве альтернативного вида мумий.
В забытые дни Ирема Ахем-Урту были ораторами и поэтами, занимавшими место рядом с Шаньяту. Когда другие жрецы узнали о готовящемся восстании, они уничтожили бывших хозяев Ахем-Урту, заперев души убитых жрецов в телах их собственных слуг. С тех пор каждый член Шестой гильдии носит в себе частицу павшего повелителя, движимый чувством ненависти к изменникам Шаньяту.
Хотя души казнённых жрецов, известные как темахи, и не способны по-настоящему контролировать Ахем-Урту, они постоянно вдыхают жизнь в своих древних прислужников, требуя выполнения грандиозных и зачастую непостижимых задач. В большинстве случаев эти миссии предполагают противодействие слугам Шаньяту — Восставшим, хотя темахи предпочитают не истребление слуг Дуата, а их подчинение и деморализацию. В этих целях Ахем-Урту могут даже сблизиться с группой Восставших, чтобы открыть им истину о предательстве Шаньяту.

### Проклятое бессмертие
В отличие от Восставших, пережидающих периоды между Сошествиями в Дуате, Ахем-Урту не способны переходить в царство мёртвых. Они навсегда привязаны к материальному миру, а в случае полного уничтожения саху даже способны переселяться в трупы, хоть сколько-нибудь пригодные для исполнения воли темахов. Связь этих мумий с физическим миром настолько сильна, что даже гибель Земли приведёт лишь к тому, что Ахем-Урту пробудятся на ближайшей планете. По этой причине Ахем-Урту называют себя не столько бессмертными, сколько вечными.
Ни один из членов Забытой гильдии не произносил суждения о своей личности на загробном суде. Вместо этого роль и силы Ахем-Урту определяются неотъемлемыми темахами, запечатанными в их телах.

### Темахи
Хотя некогда каждый темах обладал своей личностью, наказание Шаньяту превратило их в своеобразные силы природы или магические явления, понять реальные цели которых трудно даже Ахем-Урту, к которым они привязаны. Таким образом, даже храня их души в своих телах, члены Забытой гильдии ощущают скорее присутствие этих бесплотных Шаньяту, чем буквальный контроль за своими действиями.

#### Ам-Хенусет
Будучи слугами величайшего музыканта — возможно, самого уважаемого из поверженных Шаньяту, — эти мумии находятся в беспрерывном поиске вдохновения и нередко пытаются обзавестись целой свитой из одарённых артистов и исполнителей. Современная общедоступность музыки кажется им одновременно проклятием и благословением: обесценивая каждую композицию по отдельности, повсеместность музыки, тем не менее, упрощает слугам Ам-Хенусета задачу по распространению заклинаний или посланий, зашифрованных в современных песнях.

#### Хаккар-Зозер
Темах Хаккара-Зозера носят последователи колдуна, обучившего своих слуг магической скарификации и искусству татуировок. Эти мумии обретают силу и знания через физическую боль и жертвоприношение своей плоти. Они руководствуются инстинктами и велениями сердца, стараясь не подчиняться рассудку и полагая, что истина всегда кроется в чувствах. Из-за намеренного отказа от рационального мышления эти мумии иногда производят впечатление сумасшедших. Они живут по законам первозданного мира, ещё не познавшего мрачной, холодной рассудочности, и наслаждаются полным спектром эмоций и чувств.

#### Кехетхат
Этот темах обучил своих мумий искусству танца. Подвижные и энергичные, продолжатели его дела стараются каждым действием раскрывать неуловимые порывы сердца, не видя смысла в пренебрежении собственными желаниями. Саму жизнь они называют музыкой, проходящей сквозь их тела. Вне зависимости от того, занимаются ли они танцами, сексом или даже убийствами, эти Ахем-Урту считают своим единственным долгом всегда выражать эмоции в максимально открытой и грациозной форме.

#### Нефир Ун-Анх
Под этим именем был известен мастер поэзии и красноречия, наделивший своих подчинённых влиянием на рассудок простых людей. Мумии, служащие этому темаху, видят цель своего существования в убеждении и подчинении окружающих. Они используют связи и навыки смертных, чтобы в конечном счёте свергнуть Шаньяту с их божественного престола. Невзирая на общую миссию, знатоки красноречия не всегда работают вместе и порой даже склоняют своих почитателей к достижению прямо противоположных целей.

#### Нешебсут
Этот темах унаследовали фавориты загадочного философа, образующие что-то вроде сообщества заговорщиков среди членов Забытой гильдии. Эти мумии опираются на анализ и логику для переманивания и деморализации прихвостней Шаньяту. Увлечение современного мира философией нигилизма, постмодернистские веяния и религиозная деконструкция облегчает мыслителям Забытой гильдии миссию по разобщению конкурентов и уничтожению вражеских культов. К несчастью для них, кристальная чистота их логики иногда начинает бить по организациям, созданным самими Ахем-Урту.

#### Сиранутис
Ученики этого певца-виртуоза убеждены, что их миссия — направлять деятельность других мумий в нужное русло, особенно если те отклонились со своего пути. В то время как музыканты, философы и поэты, служащие другим темахам, не упускают шанса напоминать о себе, певцы ведут скромное существование в тени собратьев, мягко и незаметно сосредотачивая окружающих на решении текущих проблем.

#### Туткепертану
Мумии Туткепертану считают, что мир наполнен иллюзиями. В попытке увидеть истинную картину мира они изучают искусство создания изображений, фиксирующих подлинные черты вселенной. Они озадачены тягой современных художников к изображению непостижимых абстракций, вымышленных миров или даже иллюзий, поскольку видят задачу искусства в истолковании, а не усложнении мира. Лишь самые приспособленные представители их коллектива способны найти удовольствие в передаче собственных знаний о мире с помощью нарочито запутанных или авангардных форм.

### Движения
Хотя каждый Ахем-Урту помнит о вероломстве жрецов Ирема и чувствует подневольную жажду мести, на этом их сходство друг с другом заканчивается. Даже слуги одних темахов могут преследовать разные цели, не говоря уже о добровольных отступниках, жаждущих сделать что-либо по велению сердца, а не по слову незримого повелителя.
Тем не менее, некоторые представители Забытой гильдии объединяются в полноценные фракции, сосредоточенные на достижении общих целей. Такие фракции получили название движений.

#### Гниющий храм
Последователи Гниющего храма пытаются обессилить Шаньяту, подрывая их деятельность в земном мире. Для этого они завлекают людей в анархические сообщества, криминальные заговоры и дикарские культы. Они создают не просто злейших врагов современной культуры, а полноценную альтернативу цивилизации, выросшей под надзором Шаньяту. Когда им удастся расшатать мир в достаточной степени, чтобы Шаньяту не смогли его контролировать, Ахем-Урту смогут нанести решительный удар по их божественному оплоту.

#### Отпрыски изумрудного анха
Приверженцы этой фракции утверждают, что Церемония возвращения забрала у вселенной слишком много Сехема, причинив непоправимый вред магической экологии. Они грезят уничтожением всех хранилищ Сехема в надежде высвободить эту энергию и вернуть её первозданной природе. Всё это делает их неутомимыми истребителями Восставших, Садихов и даже церковных реликвий, наполненных мощью Сехема. Отпрыски изумрудного анха печально известны любовью к зверским и показательным казням. Когда они ловят жертву, прошедшую Церемонию возвращения, Сехем покидает её тело с горячей кровью, изодранной плотью и сломанными костями.

#### Расколотый посох
Под этим названием известен доисторический культ возмездия, члены которого полагают, что главным орудием Шаньяту всегда оставались жрецы Су-Менент. Мумии, состоящие в этом содружестве, хорошо помнят, как Су-Менент помогали Шаньяту превратить властителей Забытой гильдии в бестелесных темахов. Зная о скрытной природе своих врагов, Расколотый посох стремится истощить силы Восставших и выманить их на свет. В этих целях члены культа отлавливают и жестоко карают любых прислужников Су-Менент, даже если последние не всегда понимают, в чём именно заключается их вина. Как правило, к этой фракции примыкают лишь самые верные из Ахем-Урту, воспринимающие предательство Шаньяту как личную обиду.

#### Загробный легион
Некоторые члены Забытой гильдии утверждают, что мумии слишком долго играли в политику и незримое манипулирование. Цель Загробного легиона предельно проста: они собирают неудержимую армию из бессмертных воинов, чтобы смести всех служителей Шаньяту одним решительным маршем. Большинство членов Загробного легиона не ставят перед собой моральных и философских вопросов, довольствуясь постоянной борьбой и видя свою награду в приобретении боевых трофеев наподобие славы, земель и богатств.

#### Малые движения
Некоторые коллективы Забытой гильдии не получили большого распространения. Хотя новые фракции могут возникнуть в любом столетии и в любой культуре, только четыре из них смогли просуществовать достаточно долго, чтобы обрести хоть какую-то степень признания у Ахем-Урту.
•	Аль-Рунихура — кабала полубезумных мумий, исследующих тайны доисторических звёзд. По убеждению этих Ахем-Урту, подлинное могущество зародилось в мире ещё задолго до появления Судей, Ирема и Шаньяту. Члены Аль-Рунихура пытаются выведать эти секреты, связавшись с хтоническими чудовищами, обитающими за пределами времени и пространства.
•	Вечный свет — религиозная секта, призывающая Ахем-Урту избавиться от темаха как «тёмной стороны» своей личности. В ходе инициации члены секты проводят загадочный ритуал, позволяющий им ослабить воздействие со стороны темаха. Ирония заключается в том, что такие мумии не избавляются от своего повелителя, а лишь утрачивают способность чувствовать его присутствие. В конечном счёте разгневанный дух начинает сводить непокорного Ахем-Урту с ума или мстить своему слуге за попытку разорвать их священную связь друг с другом.
•	Глаза Азара — культ ясновидцев и прорицателей, состоящий только из трёх мумий в каждый отдельно взятый период. Несмотря на столь ограниченное членство, фракция располагает огромной поддержкой смертных, которые обеспечивают предводителей культа беспрецедентным влиянием на земной мир.
•	Чёрная труппа — небольшой коллектив бессмертных артистов, поэтов и музыкантов, которые отказались участвовать в постоянных конфликтах с Шаньяту, чтобы посвятить себя творчеству. Невзирая на мирные цели, Чёрная труппа находится в подчинении странной сущности, Драматурга, интересы которой не всегда ограничиваются искусством ради искусства.

## Шуанхсен
Шуанхсен — особая разновидность мумий, созданная из рабов, принесённых в жертву Аммут. Шуанхсен подчиняются лишь своей жестокой богине, практически не имея свободной воли и шансов на возвращение человечности. Хотя некоторые из них обладают своеобразным чувством собственного достоинства, все они вынуждены охотиться за вместилищами Сехема в стремлении утолить вечный голод своей госпожи. При встрече с Восставшими и Ахем-Урту Шуанхсен почти гарантированно нападают, пытаясь сожрать своих врагов заживо.